# Aleksandr Aleksandrovič Dejneka
Aleksandr Aleksandrovič Dejneka (in russo Алекса́ндр Алекса́ндрович Дейне́ка?; 20 maggio 1899 – 12 giugno 1969) è stato un pittore, grafico e scultore sovietico.
Considerato uno dei più importanti artisti russi della prima metà del Novecento all'interno del movimento denominato Realismo socialista.
Esponente  e fondatore dell'OST, tentò di fondere gli elementi tradizionali della grafica sovietica e della cultura cinematografica con la pittura da cavalletto. La sua opera Costruire nuove Fattorie del 1926 è strutturata su una griglia modulare ed in contemporanea un punto di fuga prospettico, i volti del dipinto sono stereotipati secondo le regole del soggetto anonimo socialista.